# Karol Ignacy Lorinser

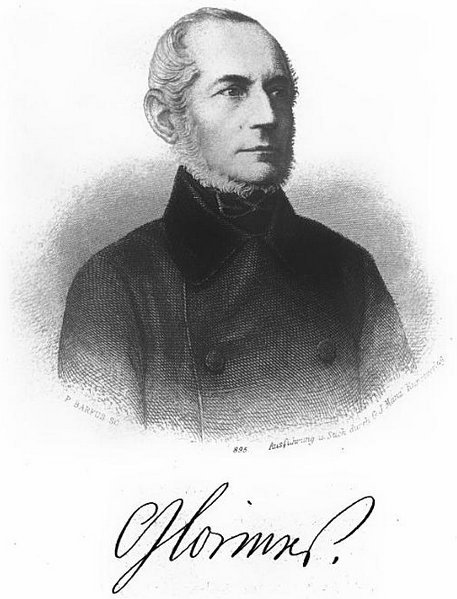
Karol Ignacy Lorinser

Karol Ignacy Lorinser (ur. 24 lipca 1796 roku w Mimoňu, zm. 2 października 1853 roku w Paczkowie) – austriacki lekarz, radca rejencyjny i sanitarny.

## Rodzina
Rodzina Lorinserów pochodziła z Vorarlbergu, a nazwisko przyjęła od nazwy wioski Lorüns. Szwabska linia Lorinserów wywodzi się od Tomasza Lorinsera, który w 1660 roku wyemigrował do Wirtembergii. Rodzina Karola Ignacego znalazła się w Mimoňu dzięki jednemu z wnuków Tomasza, Franciszkowi Antoniemu, chirurgowi i uczestnikowi wojny siedmioletniej, który osiedlił się w tej miejscowości w 1763 roku. Jego syn, Ignacy, chirurg i uczestnik wojny siedmioletniej, ożeniony z Magdaleną, z domu Schorss, miał pięciu synów, wśród których był Karol Ignacy Lorinser. Miał on czterech braci, spośród których Fryderyk Wilhelm oraz Gustaw stali się znanymi naukowcami, pierwszy w dziedzinie medycyny, a drugi botaniki.

## Lata młodości i nauki
Lorinser dzieciństwo spędził w Mimoňu, gdzie uczył się w szkole podstawowej, a następnie przez rok uczył się w szkole w Řepínie. W 1806 roku wybuchł pożar w Mimoňu, w wyniku którego spłonął również dom Lorinserów. Karolem zaopiekował się wówczas mieszkający w Zákupach fabrykant Ignacy Leitenberger. Po powrocie do odbudowanego domu uczył się jeszcze przez rok w szkole w Mimoňu. W 1808 roku zamieszkał u księdza Jana Lehmanna w Dubnicach, gdzie uczył się łaciny przygotowując się do nauki w gimnazjum. Jak później stwierdził, spędził tam najlepszy okres w swoim życiu. Jesienią 1808 roku powrócił do domu, gdzie kształcił się pod okiem nauczycieli. W 1810 roku podjął naukę w gimnazjum w Pradze, którą rozpoczął od trzeciej klasy. Naukę tę z dobrym świadectwem ukończył w roku 1813, po czym jesienią tego samego roku rozpoczął studia na Wydziale Filozoficznym Uniwersytetu Karola w Pradze. W trakcie tych studiów zdecydował się jednak zmienić kierunek i w 1814 roku został studentem medycyny na Uniwersytecie Berlińskim. Chcąc dorobić, udzielał korepetycji synom jednego z berlińskich kupców, u którego z czasem zamieszkał. W marcu 1816 roku zachorował na zapalenie płuc, przez co przez kilka tygodni musiał leżeć w łóżku. W 1817 roku zmienił miejsce zamieszkania. 30 sierpnia tego roku uzyskał dyplom doktora, broniąc pracy De functione hepatis sana et laesa i 4 września powrócił do domu rodzinnego. Po krótkim czasie wyjechał do Wiednia w poszukiwaniu pracy. Po kilku miesiącach zdecydował się przenieść do Berlina i 6 marca 1818 roku wyruszył w pieszą podróż do stolicy Prus. W maju złożył egzaminy państwowe, a w czerwcu zdał egzamin kwalifikacyjny, dzięki czemu uzyskał pozwolenie na praktykę lekarską.

## Lata pracy zawodowej
W lipcu 1818 roku Lorinser podjął pracę w Królewskiej Szkole Weterynaryjnej w Berlinie. Odbywał również praktykę lekarską, odwiedzając chorych w mieście. Wykłady prowadzone w szkole wymagały zapoznania się z poszczególnymi działami weterynarii, co zaowocowało pierwszą publikacją pod tytułem Encyclopädie und Methodologie der Thierheilkunde, wydaną w 1820 roku w Berlinie. Dzięki sukcesom naukowym i zawodowym otrzymał podwyżkę, a także przyznano mu dwuletni staż naukowych w najlepszych szkołach weterynaryjnych w Niemczech, Francji i Anglii. Ponieważ jednak Lorinser miał zamiar się ożenić, musiał zrezygnować ze stażu i pracy w szkole, gdyż nie akceptowano wówczas żonatych nauczycieli i naukowców. 1 grudnia 1819 roku wziął ślub z Augustyną i udał się w podróż poślubną do Czech. Wcześniej, w listopadzie uzyskał habilitację. Po powrocie z podróży miał problemy ze znalezieniem zatrudnienia, co spowodowało jego trudną sytuację materialną. W końcu znalazł pracę jako asystent w lecznicy prof. Wolfarta. 12 marca 1821 roku urodził mu się syn Franciszek.
Na początku 1822 roku Lorinser zdał egzaminy dające uprawnienia do pełnienia funkcji lekarza urzędowego (fizyka miejskiego). Po odrzuceniu jego podania o przyjęcie na to stanowisko w Elblągu, otrzymał propozycję pracy na stanowisku drugiego radcy Kolegium Medycznego w Szczecinie. W sierpniu 1822 roku nominacja ta została zatwierdzona i Lorinser przeniósł się do nowego miasta. W czasie pobytu w Szczecinie wydał on kolejną publikację, tym razem poświęconą chorobom płuc: Die Lehre von der Lungenkrankheiten nach ihrem gegenwärtigen Standpunkte und mit vorzüglicher Rücksicht auf pathologische Anatomie. Została wydana w Berlinie w 1823 roku. Dzięki tej publikacji cieszył się wzrastającym szacunkiem. W marcu 1824 roku przeniósł się do Koszalina, gdzie został radcą sanitarnym. W tym samym roku wydał kolejną książkę, Versuche und Beobachtungen über die Wirkung des Mutterkorns auf den menschlichen und thierischen Körper. W czasie pracy zawodowej w Koszalinie odbywał liczne podróże po Prusach Zachodnich, gdzie walczono z epidemią duru brzusznego. W 1825 roku został przeniesiony do Opola, mimo starań władz rejencyjnych i miasta Koszalina o pozostawienie go na miejscu. Do nowego miejsca pracy przybył, po krótkim pobycie w Berlinie, w listopadzie tego samego roku.
Od początku pobytu w Opolu Lorinser miał dobre stosunki z mieszkańcami, a ówczesny prezydent rejencji opolskiej, Theodor Gottlieb von Hippel był jego przyjacielem. W 1827 roku na Górnym Śląsku pojawiła się wśród bydła choroba księgosuszu. Dzięki działaniom Lorinsera ogniska choroby udało się opanować do roku 1828. Na bazie swych doświadczeń ze zmaganiem się z tą chorobą napisał kolejną publikację, Untersuchungen über die Rinderpest. Anhang: Die Rinderpest in Oberschlesien 1827–1828, wydaną w styczniu 1831 roku w Berlinie. W roku 1829 odbył w towarzystwie weterynarza Waltera podróż służbową na tereny położone wzdłuż dolnego Dunaju, które objęte były epidemią dżumy. Informacje zdobyte podczas tej podróży posłużyły mu później do napisania kolejnej książki, Die Pest des Orients nad którą pracował siedem lat. Za tę pracę został uhonorowany z rąk Fryderyka Wilhelma III Złotym Medalem Nauki i Sztuki, a listy gratulacyjne przysłali mu cesarz austriacki Ferdynand I, król grecki Otton I i papież Grzegorz XVI.
Po powrocie z podróży pogorszył się stan zdrowia Lorinsera, m.in. miewał bóle głowy, próchnicę zębów i mimo stosunkowo młodego wieku (34 lata) zaczęły mu już siwieć włosy. W związku z wyczerpaniem, udał się na kurację do Cieplic. W międzyczasie na Górnym Śląsku pojawiła się epidemia dżumy, nie miała ona jednak charakteru powszechnej klęski. W roku 1831 do rejencji opolskiej dotarła z kolei epidemia cholery. Dzięki działaniom Lorinsera chorobę udawało się skutecznie zwalczać. Dodatkowo, dzięki artykułowi Lorinsera, który ukazał się w rządowej gazecie z 4, 5 i 6 października 1831 roku, podważającemu słuszność stosowania kordonów sanitarnych złagodzone zostały uciążliwe środki zapobiegawcze podjęte przez władze rejencji. Epidemię opanowano do marca 1832 roku, lecz w czerwcu wybuchła ponownie i trwała do początku następnego roku. W 1833 roku Lorinser został odznaczony Orderem Czerwonego Orła IV stopnia. Zostało mu również powierzone zadanie sporządzenia ustawy o okresie kwarantanny. W 1835 roku został dyrektorem Instytutu dla Położnych w Opolu. Duże zainteresowanie wzbudził również opublikowany w tamtym czasie artykuł Lorinsera traktujący o bezużyteczności stosowania kordonów wojskowych oraz placówek kwarantanny w walce z epidemią cholery.
8 stycznia 1836 roku w czasopiśmie „Medizinische Zeitung” ukazał się artykuł Lorinsera Zum Schutz der Gesundheit in den Schulen. Okazał się on dużym wydarzeniem i dał początek dyskusjom na temat wprowadzenia ćwiczeń gimnastycznych do szkół. Sam Lorinser otrzymał dużą liczbę listów. Poparcie dla idei zredukowania godzin lekcyjnych i wprowadzenia zajęć wychowania fizycznego udzieliło mu wielu naukowców i pedagogów. W rezultacie wynikłej debaty odrodzony został ruch gimnastyczny, zezwolono na organizowanie w szkołach zajęć gimnastycznych, a sam Lorinser zapisał się w niemieckiej historii jako propagator ćwiczeń fizycznych.
W roku 1839 Lorinser znów musiał się zmagać z panującą na Górnym Śląsku epidemią cholery. Do końca roku udało się ją jednak opanować. Rok później Lorinserowi zmarła żona. Śmierć tę mocno przeżył, a na grobie kazał postawić pomnik. By odzyskać równowagę psychiczną po stracie małżonki, udał się wraz z synem w podróż, odwiedzając m.in. Wiedeń, Salzburg, Monachium i rodzinny Mimoň, gdzie spotkał się z ojcem. W 1842 roku z kolei wybrał się, również z synem, do Rzymu, gdzie spędził cztery miesiące. W 1845 roku ukazała się kolejna publikacja Lorinsera, Der Sieg über die Branntweinpest in Oberschlesien, historisch, medizinisch und mystich beleuchtet, poświęcona problemowi alkoholizmu na Górnym Śląsku. W tym samym roku, z powodu nasilających się objawów artretyzmu udał się na kurację do Karlowych War. Napisał także artykuł Roma und Malaria, który ukazał się w „Historisch-Politische Blätter”.
W latach 1846–1848 kolejną epidemią, z jaką przyszło się zmierzyć górnośląskiej służbie zdrowia był dur brzuszny. Tym razem jednak, pomimo intensywnych działań, zabiegi Lorinsera nie przynosiły oczekiwanych skutków i choroba przyniosła znaczne straty w ludności rejencji opolskiej. Ogółem zmarło ponad 50 000 ludzi, co stanowiło wówczas 5% ludności rejencji. Intensywna praca odbiła się na zdrowiu Lorinsera. W 1849 roku ponownie udał się do Karlowych War na kurację. W marcu 1851 roku przeszedł na emeryturę. W uznaniu zasług i wieloletniej pracy został przez prezydenta rejencji odznaczony ponownie Orderem Czerwonego Orła, tym razem II klasy. Z powodu wysokich kosztów utrzymania przeniósł się na ostatnie lata życia do Paczkowa, gdzie zmarł w 1853 roku. Został pochowany na cmentarzu w Opolu, obok grobu swej żony.